# ニシュ駅
ニシュ駅（セルビア語:Железничка станица Ниш）はセルビアニシャヴァ郡ニシュにある、セルビア鉄道（ЖС）の駅。
ベオグラード-ニシュ線、ニシュ-プレシェヴォ線、ニシュ-ディミトロヴグラード線の3路線が乗り入れる。駅構内に1922年に製造されたJŽ61-002シリーズの蒸気機関車が展示されている。

## 歴史
1884年に開業。開業当時の駅舎は第二次世界大戦まで使用されていた。 1943年、ナチスのセルビア占領に対して連合国が空襲を行ったことにより駅舎は大被害を受け、戦後には取り壊された。その後ブルータリズム調の新駅舎が建設された。